# Фетинино (Белозерский район)
Фетинино — деревня в Белозерском районе Вологодской области.
Входит в состав Гулинского сельского поселения, с точки зрения административно-территориального деления — в Кукшевский сельсовет.
Расположена на берегу Ворбозомского озера. Расстояние до районного центра Белозерска по автодороге — 37 км, до центра муниципального образования деревни Никоновская  по прямой — 14 км. Ближайшие населённые пункты — Ануфриево, Москвино, Надкобово.
По переписи 2002 года население — 8 человек.